# شركة غرب الدلتا لإنتاج الكهرباء
شركة غرب الدلتا لإنتاج الكهرباء هي شركة حكومية لإنتاج الكهرباء، وتابعة للشركة القابضة لكهرباء مصر.

## عن الشركة
الشركة هي شركة مساهمة مصرية تأسست طبقاً لأحكام القوانين السارية بجمهورية مصر العربية وهي إحدى الشركات التابعة للشركة القابضة لكهرباء مصر.
تقع الشركة في النطاق الجغرافي لمحافظات الإسكندرية - البحيرة - مطروح وتبلغ مساحتها 178689 كم2 بإجمالي 17.702 % من مساحة مصر.
ويبلغ عدد العاملين بالشركة 4870 عامل. موزعة كالتالي:
- قطاع الإسكندرية ومطروح 3260 عامل
- قطاع البحيرة 1610 عامل

## نشاط الشركة
في نطاق سياسة وزارة الكهرباء والطاقة من أجل إنتاج طاقه نظيفة صديقه للبيئة ومن هذا المنطلق بدأت شركة غرب الدلتا لإنتاج الكهرباء تنفيذ برامج طموحه تهدف إلى تطوير وتحسين مستوى الأداء بالمحطات وتحويل جميع محطات التوليد التابعة لها إلى محطات صديقه للبيئة باستخدام أحدث أساليب التكنولوجيا وأيضاً في إطار إستراتيجيه وزاره الكهرباء والطاقة بتوفير جميع الإمكانيات التدريبية المتطورة لمواكبه التقدم في مجال إنشاء وتشغيل وصيانة محطات القوى الكهربائية وتنمية الموارد البشرية والتدريب، فقد تم إنشاء مركز تدريب أبو قير التابع للشركة.

## أهداف الشركة
- إنتاج الطاقة الكهربية بالمواصفات القياسية العالمية وبأقل تكلفة ممكنة.
- تقوية العلاقات والتعاون مع الشركة المصرية لنقل الكهرباء وشركات التوزيع وجهاز تنظيم مرفق الكهرباء وحماية المستهلك.
- المحافظة على الوحدات دائماً بالخدمة وتحسين معاملات الأداء بتنفيذ تعليمات التشغيل والصيانة وعمل الدراسات اللازمة لذلك.
- إستمرارية إمداد الشبكة الموحدة بالقدرة الكهربائية.
- رفع مستوي الأمن الصناعي للعاملين.
- المحافظة على البيئة من التلوث في حدود القوانين المنظمة لذلك.
- الاهتمام بالبعد الاجتماعي والمعنوي للعاملين.
- تقديم خدمات لجهات خارجية في مجال خبرات الشركة المهني والتدريبي.

## الإنتاج
تبلغ قيمة القدرات المركبة للشركة 2949.60 ميجاوات وهي تمثل تقريباً 14% من إجمالي القدرة المركبة للشبكة الموحدة لجمهورية مصر العربية.
وتغطي هذه القدرات الطاقة اللازمة لتغذية تجمع الشركات الكبير بمدينة الإسكندرية والبحيرة وتغذية القرى السياحية بالساحل الشمالي حتى الحدود الليبية، وتغطى أقصى حمل لشبكة غرب الدلتا والإسكندرية والساحل الشمالي الغربي ويتم تصدير الفائض إلى الشبكة الكهربية الموحدة، وهي موزعة كالتالي:
- قطاع الإسكندرية: 1858.12 ميجاوات
- قطاع البحيرة: 1091.48 ميجاوات

## محطات الشركة
- محطة توليد كهرباء كرموز البخارية عام 1895 وتعمل بغاز الاستصباح
- محطة دمنهور البخارية عام 1960 وتعمل بالمازوت (وتم رفعها من الخدمة)
- محطة توليد السيوف البخارية عام 1961 وتعمل بالمازوت
- محطة توليد المكس الغازية عام 1966 وتعمل بالنافتا الناتج من عملية تكسير الفحم (وتم رفعها من الخدمة)
- توسيع دمنهور البخاري عام 1968 بثلاث وحدات تعمل بوقود مزدوج غاز طبيعي أو مازوت
- محطة كهرباء كرموز الغازية عام 1980 وتعمل بالسولار المخصوص
- محطة توليد السيوف الغازية عام 1981 وتعمل بالغاز الطبيعي/ سولار مخصوص
- محطة أبوقير البخارية عام 1983 وتعمل بوقود مزدوج غاز طبيعى/ مازوت
- محطة كفر الدوار البخارية 1985 وتعمل بوقود مزدوج غاز طبيعى/ مازوت
- محطة دمنهور الغازية عام 1985 وتعمل بالغاز الطبيعي والسولار
- محطة مطروح البخارية عام 1990 وتعمل بوقود مزدوج غاز طبيعي/ مازوت
- توسعة محطة دمنهور البخارية بالوحدة البخارية 325 م.و عام 1991 وتعمل بوقود مزدوج غاز طبيعي / مازوت
- توسيع محطة أبوقير البخارية بالوحدة البخارية الخامسة 325 م.و عام 1991 وتعمل بوقود مزدوج غاز طبيعي/ مازوت
- محطة كهرباء سيدي كرير البخارية الوحدة الأولي في ديسمبر 1999 والثانية في مارس 2000 وتعملان بوقود مزدوج بالغاز الطبيعي / المازوت.

## البيئة
جميع المحطات صديقة للبيئة ومتوافقة مع قانون حماية البيئة رقم 4 لسنة 1994 والقانون 48 لسنة 1982 وذلك من خلال الآتي:
- الصرف الصناعي: يتم معالجة المخلفات الصناعية كالزيوت وخلافه كيميائيا ويكون الناتج من المياه الصناعية مطابق لقانون البيئة ويتم صرفه على شبكات الصرف الصحى بعد معالجته وليس على أي مجارى مائية.
- الانبعاثات الغازية: متوافق مع قانون حماية البيئة للأسباب الآتية:

- استخدام الغاز الطبيعي كوقود بنسبة أكثر من 95% في المحطات.
- ارتفاعات المداخن مطابقة للمعايير الدولية.
- تحسين الحريق الكامل والتحكم في الانبعاثات الخارجة.
- زيادة المساحات الخضراء: وتعمل زيادة المزروعات الخضراء والأشجار في المحطات على تنقية الجو.

## وصلات خارجية
- http://www.wdpcalex.com/